# Varinodulia insularis
 (mars 2023).
Genre
Espèce
Varinodulia insularis, unique représentant du genre Varinodulia, est une espèce d'opilions eupnois de la famille des Sclerosomatidae.

## Distribution
Cette espèce est endémique de la province de Buenos Aires en Argentine. Elle se rencontre sur l'île Martín García.

## Description
Le mâle holotype mesure 4,5 mm

## Systématique et taxinomie
Cette espèce a été décrite par Canals en 1935.
Ce genre a été décrit par Canals en 1935 dans les Phalangiidae. Il est placé en synonymie avec Tamboicus par Mello-Leitão en 1938. Il est relevé de synonymie par Ringuelet en 1953.

## Étymologie
Son nom d'espèce lui a été donné en référence au lieu de sa découverte, une île.

## Publication originale
- Canals, 1935 : « Opiliones de la Argentina. El alotipo de Neopucroliella Borgmeieri (Mell.-Leit.), y descripción de tres géneros y cuatro especies nuevos. » Estudios aracnológicos, vol. 6, p. 1–12.